# 11103 Miekerouppe
11103 Miekerouppe eller 1995 SX19 är en asteroid i huvudbältet som upptäcktes den 18 september 1995 av Spacewatch vid Kitt Peak-observatoriet. Den är uppkallad efter motståndsmannen Mieke Rouppe.
Asteroiden har en diameter på ungefär 9 kilometer och den tillhör asteroidgruppen Koronis.